# Madagaszkári kígyászhéja
A madagaszkári kígyászhéja (Eutriorchis astur) a vágómadár-alakúak (Accipitriformes) rendjébe, ezen belül a vágómadárfélék (Accipitridae) családjába tartozó Eutriorchis nem egyetlen faja.

## Rendszertani besorolása
A faj pontos helye a vágómadárfélék családján belül nem teljesen eldöntött.
Morfológiai jellemzői és a korábbi – időközben kiderült, hogy téves – ismeretek táplálkozási szokásai alapján a kígyászölyvformák (Circaetinae) alcsaládjába sorolták.
A közelmúltban lezajlott genetikai vizsgálatok – melyek a teljes vágómadárfélék családot érintették – bebizonyították, hogy a faj genetikailag a saskeselyűformák (Gypaetinae) fajaihoz áll közel. Így morfológiai és élettani jellemzői ellenére inkább ebbe az alcsaládba sorolandó. Több rendszerező szerint azonban továbbra is inkább a kígyászölyvformák közé tartozónak kell tekinteni.

## Elterjedése
A faj kizárólag Madagaszkár szigetén honos, egyike a sziget endemikus ragadozómadár fajainak.
A szigeten is csak az északnyugati területek esőerdő övében honos 1200 méteres tengerszint feletti magasságig. A faj teljes populációja egy nagyjából 16.600 km²-es területen él.

## Megjelenése
Testhossza 57–66 centiméter, szárnyfesztávolsága pedig 98–110 centiméteres is lehet.
A faj testfelépítése és színezete sokban emlékeztet a héjaformák alcsaládjába sorolt Accipiter fajokéra, melyek közül több szintén előfordul a szigeten.
A faj fő jellegzetessége a fején látható felmereszthető tollkoszorú.
Testének felső fele szürkésbarna színű, sötétebb csíkozottsággal, mely főleg a vállak környékén feltűnő. Testének alsó fele fehér, sűrű sötét csíkozottsággal.
Farka feltűnően hosszú, lekerekített végű, barna színű, rajta 6-8 fekete csík látható. Lábai világossárgák. Karmai méretéhez képest nagyok és hegyesek.
Szárnyai lekerekítettek és rövidek. Csőre fekete.

## Életmódja
Neve ellenére a kígyók viszonylag alárendelt szerepet játszanak táplálkozása során. Azt, hogy elsősorban nagy méretű, mérges kígyókra vadászik régi útleírások alapján feltételezték róla, de ezek feltehetően eléggé pontatlanok voltak.
Mivel ritka és alig kutatott fajról van szó, életmódjáról is elég kevés adat áll a tudomány rendelkezésére.
Táplálkozásának sajátosságait mindeddig egyetlen költőpár adatai alapján ismerjük. Ezek szerint fő táplálékai a hüllők, elsősorban kaméleonok és gekkók. Ezek együttesen nagyjából 85%-át teszik ki étrendjének. A fennmaradó hányadot javarészt békák teszik ki. A megfigyelt pár mindössze kettő kígyót fogott el.
A korábbi beszámolók, melyek szerint a faj megtámad makikat vagy háziszárnyasokat is, tévesnek bizonyultak. Feltehetőleg a fajjal könnyen összetéveszthető madagaszkári héjával (Accipiter henstii) való összetévesztésen alapultak.

## Szaporodása
Miként életmódja, úgy szaporodási szokásai is javarészt ismeretlenek. Ezidáig egyetlen fészket találtak és vizsgáltak meg alaposabban. Ez egy fa koronájában, 20 méteres magasságban volt, egy epifita páfrányba elrejtve.
A fészekben egy tojás volt, a fióka 40 napos kotlás után kelt ki. 62 napig tartózkodott a fészekben és szülei hat hónapos koráig etették.

## Természetvédelmi helyzete
A madagaszkári kígyászhéja sokáig csupán 10 múzeumi példány alapján volt ismert a tudomány számára, melyeket 1874 és 1930 között gyűjtöttek Madagaszkár északnyugati esőerdeiből. 1930 után sokáig nem bukkantak a faj nyomára, és feltételezték, hogy esetleg már ki is halt.
1990-ben egy halász egy elhullott egyedre bukkant az Ambatovaky Természetvédelmi Területen egy út mellett.
1997-ben találtak rá kutatók a faj egyetlen ismert fészkére. Ennek tanulmányozása a kotlástól a fióka kirepülésig az egyetlen ismert adat a faj költési szokásairól.
A madagaszkári kígyászhéja nagyon félénk és óvatos madár, megfigyelése épp ezért elég nehéz.
1993 és 1998 között 15 egyedet figyeltek meg 9 különböző területen.
Állományát jelenleg 250 és 1000 egyed közöttire becsülik, ezért a Természetvédelmi Világszövetség Vörös Listáján a „veszélyeztetett” kategóriába sorolja a fajt.
Fő veszélyeztető tényezői az erdőirtás és a költőterületen az emberi zavarás.

## Fordítás
- Ez a szócikk részben vagy egészben  a   Madagaskar-Schlangenhabicht című német Wikipédia-szócikk ezen változatának fordításán alapul.  Az eredeti cikk szerkesztőit annak laptörténete sorolja fel. Ez a jelzés csupán a megfogalmazás eredetét és a szerzői jogokat jelzi, nem szolgál a cikkben szereplő információk forrásmegjelöléseként.